# Jorge Bolaño
Jorge Eladio Bolaño Correa (Santa Marta, 28 de abril de 1977 - Cúcuta, 6 de abril de 2025) fue un futbolista y entrenador colombiano. Jugaba de centrocampista.

## Plano personal

### Legado deportivo
Jorge es considerado, junto a su padre (Oscar Bolaño) y otros grandes jugadores como leyendas del Junior. Su hermano Oscar Bolaño Correa también fue jugador profesional militando entre 1998 y 2010 en varios en equipos de la Categoría Primera B.

### Presencia en los medios
Fue panelista del programa Saque Largo del canal Win Sports entre 2018 y 2019.

## Trayectoria como jugador
Hijo del exfutbolista Oscar Bolaño, siguió los pasos de su padre en el mundo del deporte. Profesionalmente empezó su carrera en el equipo Junior de Barranquilla en el cual militó desde el año 1993 hasta 1998, cuando fue transferido al fútbol Italiano. Su primer equipo en este país fue el Parma de Italia el mismo equipo donde unos años atrás triunfaría otro colombiano, el jugador Faustino Asprilla.
Bolañito como se le conoce, jugó en el Parma hasta el año 2002 donde tuvo muchos inconvenientes de adaptación al fútbol italiano, después fue transferido a la Sampdoria donde jugó las temporadas 2002 y 2003, posteriormente fue transferido al Lecce en el 2004, regresó al Parma donde jugó hasta el 2007, hasta ser contratado por el equipo de Segunda División Modena FC, donde fue titular y jugó hasta mediados de 2009. 
Luego de seis meses sin actividad, Bolaño regresó a Colombia al ser fichado por el Cúcuta Deportivo donde disputó 70 partidos (60 por liga y 10 por copa), luego de 3 temporadas culminaría su contrato.

## En la dirección técnica
Se retiró en 2012 del fútbol profesional y posteriormente pasó a desempeñarse en el cuerpo técnico del Uniautónoma Fútbol Club.
En el segundo semestre del año 2017 dirige por primera vez a nivel profesional al Real Frontera Sport Club de la Segunda División de Venezuela en donde salvo al equipo de caer a la Tercera División. Una semana antes de iniciar la temporada 2018 se comunica que Jorge no continuará con el club. Posteriormente en esa misma semana dubuta como presentador deportivo en el canal televisivo Win Sports.
En 2022 regresa a la dirección técnica asistiendo en las categorías menores de la Selección de fútbol de Colombia.

## Fallecimiento
El 6 de abril de 2025 el exfutbolista falleció en Cúcuta, a los 47 años de edad. La noticia se conoció en pleno partido que su equipo del alma, el Junior de Barranquilla, jugaba contra el Medellín. Bolaño sufrió un infarto mientras disfrutaba de una fiesta en la capital de Norte de Santander según las primeras versiones conocidas.

## Selección nacional
Fue internacional con la Selección de fútbol de Colombia, disputando un total de 36 partidos internacionales en los que marcó un gol. Además fue parte de las plantillas que jugaron el Mundial de 1998, la Copa América 1999 y la Copa de Oro 2000, donde su seleccionado terminaría subcampeón. 

### Participaciones enEliminatorias al Mundial
| Eliminatoria                                | Sede del Mundial       | Posición               | Resultado   | PJ | GA | Asis |
| ------------------------------------------- | ---------------------- | ---------------------- | ----------- | -- | -- | ---- |
| Eliminatorias Mundial de Francia 1998       | Francia                | 3°lugar 28pts          | Clasificado | 3  | 0  | 0    |
| Eliminatorias Mundial de Corea y Japón 2002 | Corea del Sur y Japón  | 6°lugar 27pts          | Eliminado   | 11 | 0  | 0    |
| Eliminatorias Mundial de Alemania 2006      | Alemania               | 6°lugar 24pts          | Eliminado   | 2  | 0  | 0    |
| Total en Eliminatorias                      | Total en Eliminatorias | Total en Eliminatorias | 1/3         | 16 | 0  | 0    |

### Participaciones enCopas del Mundo
| Mundial                 | Sede    | Resultado      | PJ | GA | Asis |
| ----------------------- | ------- | -------------- | -- | -- | ---- |
| Mundial de Francia 1998 | Francia | Fase de grupos | 1  | 0  | 0    |

### Participaciones enCopas América
| Torneo            | Sede     | Resultado        | PJ | GA | Asis |
| ----------------- | -------- | ---------------- | -- | -- | ---- |
| Copa América 1999 | Paraguay | Cuartos de final | 3  | 1  | 0    |

### Participaciones enCopa de Oro
| Torneo           | Sede           | Resultado  | PJ | GA | Asis |
| ---------------- | -------------- | ---------- | -- | -- | ---- |
| Copa de Oro 2000 | Estados Unidos | Subcampeón | 4  | 0  | 0    |

### Goles
| 1 | 11 de julio de 1999 | Estadio Feliciano Cáceres, Luque, Paraguay | Chile | 1-0 | 2-3 | Copa América 1999 |

## Clubes

### Como jugador
| Club                        | Div.          | Temporada     | Liga  | Liga  | Copas nacionales | Copas nacionales | Copas internacionales | Copas internacionales | Total | Total |
| Club                        | Div.          | Temporada     | Part. | Goles | Part.            | Goles            | Part.                 | Goles                 | Part. | Goles |
| --------------------------- | ------------- | ------------- | ----- | ----- | ---------------- | ---------------- | --------------------- | --------------------- | ----- | ----- |
| Junior · Colombia           | 1.ª           | 1993          | 14    | 0     | ―                | ―                | —                     | —                     | 14    | 0     |
| Junior · Colombia           | 1.ª           | 1994          | 16    | 1     | ―                | ―                | —                     | —                     | 16    | 1     |
| Junior · Colombia           | 1.ª           | 1995          | 35    | 1     | ―                | ―                | —                     | —                     | 35    | 1     |
| Junior · Colombia           | 1.ª           | 1995-96       | 29    | 1     | ―                | ―                | 6                     | 0                     | 35    | 1     |
| Junior · Colombia           | 1.ª           | 1996-97       | 27    | 2     | ―                | ―                | —                     | —                     | 27    | 2     |
| Junior · Colombia           | 1.ª           | 1998          | 19    | 1     | ―                | ―                | —                     | —                     | 19    | 1     |
| Junior · Colombia           | 1.ª           | 1999          | 15    | 4     | ―                | ―                | —                     | —                     | 15    | 4     |
| Junior · Colombia           | Total club    | Total club    | 155   | 10    | 0                | 0                | 6                     | 0                     | 161   | 10    |
| Parma · Italia              | 1.ª           | 1999-00       | 11    | 0     | 1                | 0                | —                     | —                     | 12    | 0     |
| Parma · Italia              | 1.ª           | 2000-01       | 12    | 0     | 3                | 0                | 4                     | 0                     | 19    | 0     |
| Parma · Italia              | 1.ª           | 2001-02       | 14    | 0     | 3                | 0                | 5                     | 0                     | 22    | 0     |
| Parma · Italia              | 1.ª           | 2003          | 2     | 0     | 2                | 0                | 3                     | 0                     | 7     | 0     |
| Parma · Italia              | 1.ª           | 2004-05       | 22    | 0     | ―                | ―                | 9                     | 0                     | 31    | 0     |
| Parma · Italia              | 1.ª           | 2005-06       | 16    | 0     | 4                | 0                | —                     | —                     | 20    | 0     |
| Parma · Italia              | 1.ª           | 2006-07       | 10    | 0     | 3                | 0                | 4                     | 0                     | 17    | 0     |
| Parma · Italia              | Total club    | Total club    | 87    | 0     | 16               | 0                | 25                    | 0                     | 128   | 0     |
| Sampdoria · Italia          | 2.ª           | 2002-03       | 0     | 0     | ―                | ―                | —                     | —                     | 0     | 0     |
| Sampdoria · Italia          | Total club    | Total club    | 0     | 0     | 0                | 0                | 0                     | 0                     | 0     | 0     |
| Lecce · Italia              | 1.ª           | 2004          | 16    | 0     | ―                | ―                | —                     | —                     | 16    | 0     |
| Lecce · Italia              | Total club    | Total club    | 16    | 0     | 0                | 0                | 0                     | 0                     | 16    | 0     |
| Modena · Italia             | 2.ª           | 2007-08       | 21    | 2     | 1                | 0                | —                     | —                     | 22    | 2     |
| Modena · Italia             | 2.ª           | 2008-09       | 32    | 0     | ―                | ―                | —                     | —                     | 32    | 0     |
| Modena · Italia             | Total club    | Total club    | 53    | 2     | 1                | 0                | 0                     | 0                     | 54    | 2     |
| Cúcuta Deportivo · Colombia | 1.ª           | 2010          | 24    | 0     | 8                | 0                | —                     | —                     | 32    | 0     |
| Cúcuta Deportivo · Colombia | 1.ª           | 2011          | 26    | 0     | ―                | ―                | —                     | —                     | 26    | 0     |
| Cúcuta Deportivo · Colombia | 1.ª           | 2012          | 8     | 0     | 2                | 0                | —                     | —                     | 10    | 0     |
| Cúcuta Deportivo · Colombia | Total club    | Total club    | 58    | 0     | 10               | 0                | 0                     | 0                     | 68    | 0     |
| Total carrera               | Total carrera | Total carrera | 369   | 12    | 26               | 0                | 31                    | 0                     | 426   | 12    |

#### Selección
| Absoluta · Colombia                                                                  | 1995                       | 1  | 0 | —  | — | — | — | 1  | 0 |
| Absoluta · Colombia                                                                  | 1996                       | —  | — | 1  | 0 | — | — | 1  | 0 |
| Absoluta · Colombia                                                                  | 1997                       | 1  | 0 | 2  | 0 | — | — | 3  | 0 |
| Absoluta · Colombia                                                                  | 1998                       | 2  | 0 | —  | — | 1 | 0 | 3  | 0 |
| Absoluta · Colombia                                                                  | 1999                       | 8  | 0 | 3  | 1 | — | — | 11 | 1 |
| Absoluta · Colombia                                                                  | 2000                       | —  | — | 12 | 0 | — | — | 12 | 0 |
| Absoluta · Colombia                                                                  | 2001                       | —  | — | 3  | 0 | — | — | 3  | 0 |
| Absoluta · Colombia                                                                  | 2003                       | —  | — | 2  | 0 | — | — | 2  | 0 |
| Absoluta · Colombia                                                                  | Total                      | 12 | 0 | 23 | 1 | 1 | 0 | 36 | 1 |
| Total Selecciones Colombia                                                           | Total Selecciones Colombia | 12 | 0 | 23 | 1 | 1 | 0 | 36 | 1 |
| (1) Incluye los partidos de: Copa América, Copa de Oro y Eliminatorias mundialistas. |                            |    |   |    |   |   |   |    |   |

### Como asistente técnico
| Equipo                               | AT de:              | Periodo         | Periodo           |
| Equipo                               | AT de:              | Desde           | Hasta             |
| ------------------------------------ | ------------------- | --------------- | ----------------- |
| Uniautónoma FC · Colombia            | Willy Rodriguez     | febrero de 2014 | abril de 2014     |
| Selección Colombia Sub-17 · Colombia | Juan Carlos Ramírez | agosto de 2022  | noviembre de 2024 |

### Como entrenador
| Real Frontera · Venezuela | 2ª                  | 2017                | 13 | 4 | 2 | 7 | - | - | - | - | - | - | - | - | 6 | 4 | 0 | 2 | 19 | 8 | 2 | 9 |
| Real Frontera · Venezuela | Total               | Total               | 13 | 4 | 2 | 7 | 0 | 0 | 0 | 0 | 0 | 0 | 0 | 0 | 6 | 4 | 0 | 2 | 19 | 8 | 2 | 9 |
| Total en su carrera       | Total en su carrera | Total en su carrera | 13 | 4 | 2 | 7 | 0 | 0 | 0 | 0 | 0 | 0 | 0 | 0 | 6 | 4 | 0 | 2 | 19 | 8 | 2 | 9 |
| 1. 2. 3.                  |                     |                     |    |   |   |   |   |   |   |   |   |   |   |   |   |   |   |   |    |   |   |   |

## Palmarés

### Campeonatos nacionales
| Título                | Club   | País     | Año  |
| --------------------- | ------ | -------- | ---- |
| Campeonato colombiano | Junior | Colombia | 1993 |
| Campeonato colombiano | Junior | Colombia | 1995 |
| Copa Italia           | Parma  | Italia   | 2002 |